# Achtste Elfstedentocht
De achtste Elfstedentocht werd verreden op 22 januari 1942. 

## De organisatie
Na de zesde Elfstedentocht in 1940 en de zevende Elfstedentocht in 1941 verwachtte vrijwel niemand dat er ooit nog eens twee jaar achter elkaar een Elfstedentocht kon worden georganiseerd. Maar in de winter van 1941/'42 werd de vorst nog strenger dan de twee voorgaande jaren. Bezwaren dat de Duitse bezetting de tocht niet mogelijk zou maken werden evenals in 1941 opzij geschoven. De Vereniging De Friesche Elf Steden maakte echter geen haast met de organisatie. Omdat de winter toch nog wel zou doorzetten, werd op een vergadering besloten het bepalen van de datum naar de volgende dag te verschuiven. Een journalist van de Leeuwarder Courant wilde desondanks een primeur hebben en lanceerde de volkomen willekeurige datum 22 januari als dag voor de tocht der tochten. Toen de bestuursleden van de vereniging tot hun grote verbazing de volgende dag de datum in de krant zagen staan, gingen zij maar akkoord.

## De start
De route voor de tocht werd omgekeerd, de schaatsers zouden op de vroege ochtend niet richting Dokkum schaatsen, maar naar het zuiden, naar Sneek. De start werd dan ook verplaatst naar de Schenkenschans op de Zwette. Bijkomend voordeel was dat de finish hierdoor weer midden in de Leeuwarder binnenstad kwam, op de stadsgrachten aan de voet van de Oldehove. Door een prachtige sneeuwvrije en egale ijsvloer kwamen veel schaatsers opdagen voor de tocht. Een totaal van 970 wedstrijdrijders en 3862 toertochtschaatsers verschenen bij de start in een poging het Elfstedenkruisje te bemachtigen.

## Leeuwarden-Sloten
De grote winnaar van de twee voorgaande edities van de Elfstedentocht kon niet meedoen met de tocht. Auke Adema was net aan de beterende hand na een slepende ziekte van enkele weken. Hiermee miste hij de kans om de tocht als eerste drie keer op zijn naam te schrijven. Andere grote namen van de voorgaande twee tochten waren wel weer aanwezig. Toch was het een groep van onbekenden die als eerste bij de stempelpost in Sneek verscheen: Alberts uit Weesp, Van der Meer uit Parrega en Miedema uit Huizum. Vlak daarna volgde een groep van favorieten bestaande uit Joop Bosman, Cor Jongert, Lo Geveke en Anne de Vries. Ook in IJlst waren de drie onbekende schaatsers nog niet ingehaald, maar in Sloten had zich een geheel nieuwe kopgroep gevormd bestaande uit Jan van der Bij uit Julianadorp, Sietze de Groot uit Weidum en C.J.G. Ruitenberg uit Franeker.

## De vergissing
Groot was de verbazing in Sloten toen het viertal Geveke-Jongert-Bosman-de Vries maar niet op kwam dagen. Pas later op die dag bleek wat zich er had afgespeeld. In plaats van bij Nieuwezijl naar links te gaan, was deze groep naar rechts, richting Bolsward gereden. Anderen volgden, waardoor tientallen schaatsers de verkeerde kant op gingen. In de door de verduistering pikzwarte nacht duurde het lang voor men de vergissing doorkreeg. Pas om kwart voor negen kwam de grote groep teleurgestelde schaatsers aan in Sloten. Enkelen stopten, maar anderen zetten door. Niet voor de eerste plaats (die kans was al verkeken) maar puur om het kruisje in handen te krijgen.

## Sloten-Leeuwarden
Ook de kopgroep nam tot tweemaal toe een verkeerde afslag na Sloten, maar elke keer werd de fout snel hersteld. In Stavoren had de tot dan toe onbekende Douwe Leijenaar uit Lemmer een voorsprong van vier minuten op de rest. Hij werd gevolgd door Sietze de Groot, Durk de Jong, Jan van der Bij en Piet Swierstra. Ook in Hindeloopen lag Leijenaar nog aan kop, maar zijn voorsprong was gekrompen tot een luttele twee minuten. In Workum was het nog steeds de nu duidelijk vermoeide Leijenaar die als eerste de stempelpost bereikte. Tussen Bolsward en Harlingen was het echter definitief gedaan met de voorsprong. Hij werd ingehaald door het achtervolgende viertal, en zelfs voorbijgeschaatst. Zeven minuten na de nieuwe kopgroep stempelde hij in Harlingen af.
Bij Franeker en Dokkum, waar de kopgroep om kwart voor twee binnenkwam, was de kopgroep nog steeds intact. De vier mannen spraken af dat zij vóór Bartlehiem niet zouden proberen te ontsnappen, daarna zouden ze wel zien wat er zou gebeuren. Pier Swierstra haalde Bartlehiem echter niet. Een paar kilometer buiten Dokkum kreeg hij een diepe inzinking en viel hij een paar keer. Hij kon niet verder. Het liep uit tot een eindsprint in de grachten van Leeuwarden tussen de drie mannen. Sietze de Groot trok aan het langste eind en wist in een flitsende eindsprint de tocht, in een recordtijd van 8 uur en 44 minuten, op zijn naam te schrijven, 9 seconden later gevolgd door Durk de Jong. Jan van der Bij deed er nog eens 45 seconden langer over.

## Uitslag
| Positie | Naam            | Woonplaats  | Tijd |
| ------- | --------------- | ----------- | ---- |
| 1       | Sietze de Groot | Weidum      | 8.44 |
| 2       | Durk de Jong    | Huizum      | 8.44 |
| 3       | Jan van der Bij | Julianadorp | 8.44 |
| 4       | Sipke Beetstra  | Terkaple    | 8.50 |
| 5       | Jacob Bosch     | Andijk      | 8.50 |
| 6       | Pier Swierstra  | Weidum      | 8.53 |
| 7       | Abe de Vries    | Giethoorn   | 8.56 |
| 8       | Anne de Vries   | Giekerk     | 9.00 |
| 9       | Douwe Leijenaar | Lemmer      | 9.01 |
| 10      | G.H. Uil        | Vollenhove  | 9.06 |

## Vrouwen in de tocht
Een speciale wedstrijd voor vrouwen was er nog niet. Toch ontstond er een onofficiële strijd tussen verschillende dames. Enkele honderden vrouwen waren aan de start verschenen, allen als toertochter ingeschreven. Op kop lag Antje Schaap, 21 jaar oud uit Wirdum. In Hindeloopen lag zij elf minuten voor op Sjoerdtsje Faber en Wopkje Kooistra, bekend om hun hevige strijd in de vorige tocht. Antje lag niet alleen voor op de vrouwen, geen van de toertochters wist haar voorlopig in te halen. Bij de finish wisten maar 3 van de 3859 toertochters eerder over de finish te komen dan zij. Daarnaast moesten honderden wedstrijdschaatsers tot hun grote verbazing concluderen dat zij haar niet bij konden houden, al waren zij eerder gestart. Om vier uur kwam Schaap over de finish, in een tijd van minder dan 9.30. Precies een half uur later kwamen Sjoerdje Faber en Wopkje Kooistra binnen. Ook zij waren voor duizenden toertochters en honderden wedstrijdschaatsers geëindigd. Rond vijf uur kwamen Geveke, Jongert en Woudstra eindelijk in Leeuwarden aan na hun kapitale vergissing. Zij hadden een tocht van tweehonderdvijftig kilometer in de benen zitten.

## De schaatsers
Van de 3862 gestarte toertochtschaatsers voltooiden er 3669 de tocht, een recordpercentage van 95%. Van de 970 wedstrijdschaatsers wisten 277 binnen twee uur na de winnaar binnen te komen. Één wedstrijdschaatser presteerde het om de relatief makkelijke tocht in 18 uur te voltooien. Ruim de dubbele tijd van de winnaar. Een van de jongste, zo niet de jongste, deelnemer was Jeen Nauta uit Wartena, die als vijftienjarige de tocht wist te voltooien. Officieel mocht hij nog niet eens meedoen. In de elfde Elfstedentocht zou hij nog nadrukkelijk van zich doen spreken. Drie schaatsers overleden na de tocht als gevolg van een tetanusinfectie van bevriezingswonden.
vóór 1909 
· 1e (2 januari 1909)
· 2e (7 februari 1912)
· 3e (27 januari 1917)
· 4e (12 februari 1929)
· 5e (16 december 1933)
· 6e (30 januari 1940)
· 7e (6 februari 1941)
· 8e (22 januari 1942)
· 9e (8 februari 1947)
· 10e (3 februari 1954)
· 11e (14 februari 1956)
· 12e (18 januari 1963)
· 13e (21 februari 1985)
· 14e (26 februari 1986)
· 15e (4 januari 1997)